# Gásadalur
Gásadalur ['gɔa:sadɛa:lʊɹ] és un petit poble situat a l'illa de Vágar, a les illes Fèroe. Forma part del municipi de Sørvágur. L'1 de gener de 2021 tenia 14 habitants.

## Geografia
Gásadalur està situat a la costa oest de l'illa de Vágar, enfront del Mykinesfjørður, l'estret que separa Vágar de la petita illa de Mykines. La localitat s'assenta a la carena de la vall que ha creat el riu Dalsá; aquest riu proporciona el principal atractiu turístic del lloc, ja que arriba al mar formant l'espectacular cascada de Múlafossur, amb 30 metres de caiguda directament a l'oceà.

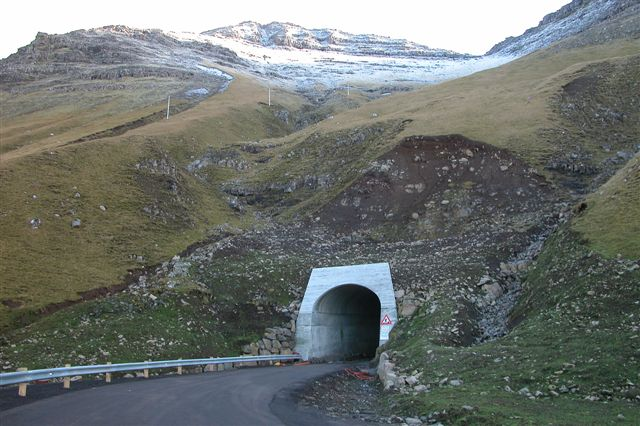
Túnel de Gásadalur.

El poble ha estat sempre de difícil accés. Està envoltat de muntanyes, l'Eysturtintur, de 715 metres, i l'Árnafjall, de 722 metres, són les més altes. L'any 2003 es va obrir al sud de la localitat un túnel que la va alliberar del seu aïllament històric; aquest túnel, anomenat Gásadalstunnilin en feroès, connecta Gásadalur amb Bøur, situat a 5 km al sud-est.

## Etimologia
Gásadalur significa "vall de les oques" en feroès. Segurament faci referència a les oques salvatges que han habitat la vall des d'antic.
La llegenda diu que el poble va rebre el seu nom d'una dona anomenada Gæsa, que provenia de Kirkjubøur. Gæsa era propietària de mitja illa de Streymoy al segle xii. Tanmateix es va descobrir que havia menjat carn durant el dejuni de la quaresma i, per aquest fet impur, li van confiscar tota la seva propietat. Va fugir a la vall on hi ha ara Gásadalur, que va rebre el seu nom.

## Història
Gásadalur es menciona per primera vegada al Hundabrævið, un document del segle xiv que pretenia regular la tinença de gossos a l'arxipèlag. Al nord de Gásadalur es va fundar el 1833 el petit poble de Víkar, a la costa nord de Vágar. El poble estava molt aïllat i els darrers residents van abandonar-lo el 1910. La seva darrera casa va ser traslladada i reconstruïda a Gásadalur.
El 23 de juny de 2005 van visitar el poble els prínceps Frederic i Maria Elisabet de Dinamarca.